# Lista de condados do Colorado
Esta é uma lista de condados do estado do Colorado, nos Estados Unidos:

## A
- Adams
- Alamosa
- Arapahoe
- Archuleta

## B
- Baca
- Bent
- Boulder
- Broomfield

## C
- Chaffee
- Cheyenne
- Clear Creek
- Conejos
- Costilla
- Crowley
- Custer

## D
- Delta
- Denver
- Dolores
- Douglas

## E
- Eagle
- El Paso
- Elbert

## F
- Fremont

## G
- Garfield
- Gilpin
- Grand
- Gunnison

## H
- Hinsdale
- Huerfano

## J
- Jackson
- Jefferson

## K
- Kiowa
- Kit Carson

## L
- La Plata
- Lake
- Larimer
- Las Animas
- Lincoln
- Logan

## M
- Mesa
- Mineral
- Moffat
- Montezuma
- Montrose
- Morgan

## O
- Otero
- Ouray

## P
- Park
- Phillips
- Pitkin
- Prowers
- Pueblo

## R
- Rio Blanco
- Rio Grande
- Routt

## S
- Saguache
- San Juan
- San Miguel
- Sedgwick
- Summit

## T
- Teller

## W
- Washington
- Weld

## Y
- Yuma